# Mare de boue
Ne doit pas être confondu avec Volcan de boue.

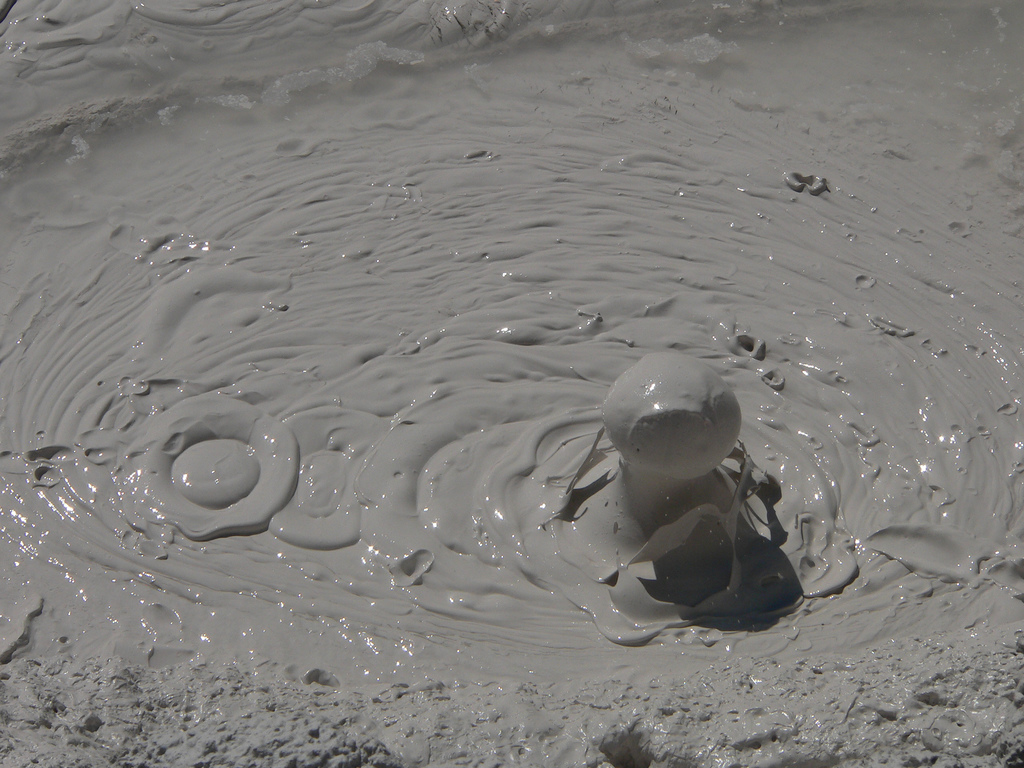
Une mare de boue au Yellowstone.

Une mare de boue est un type de source d'eau chaude ou de fumerolle, brassant des sédiments (argile d'origine volcanique, oxyde de fer, soufre…) à sa surface, et caractérisée par de perpétuelles remontées de bulles de gaz à sa surface. Il s'agit d'une manifestation d'origine volcanique typique des zones géothermiques très actives. Leur température varie généralement de 80 °C à 200 °C.

## Géologie

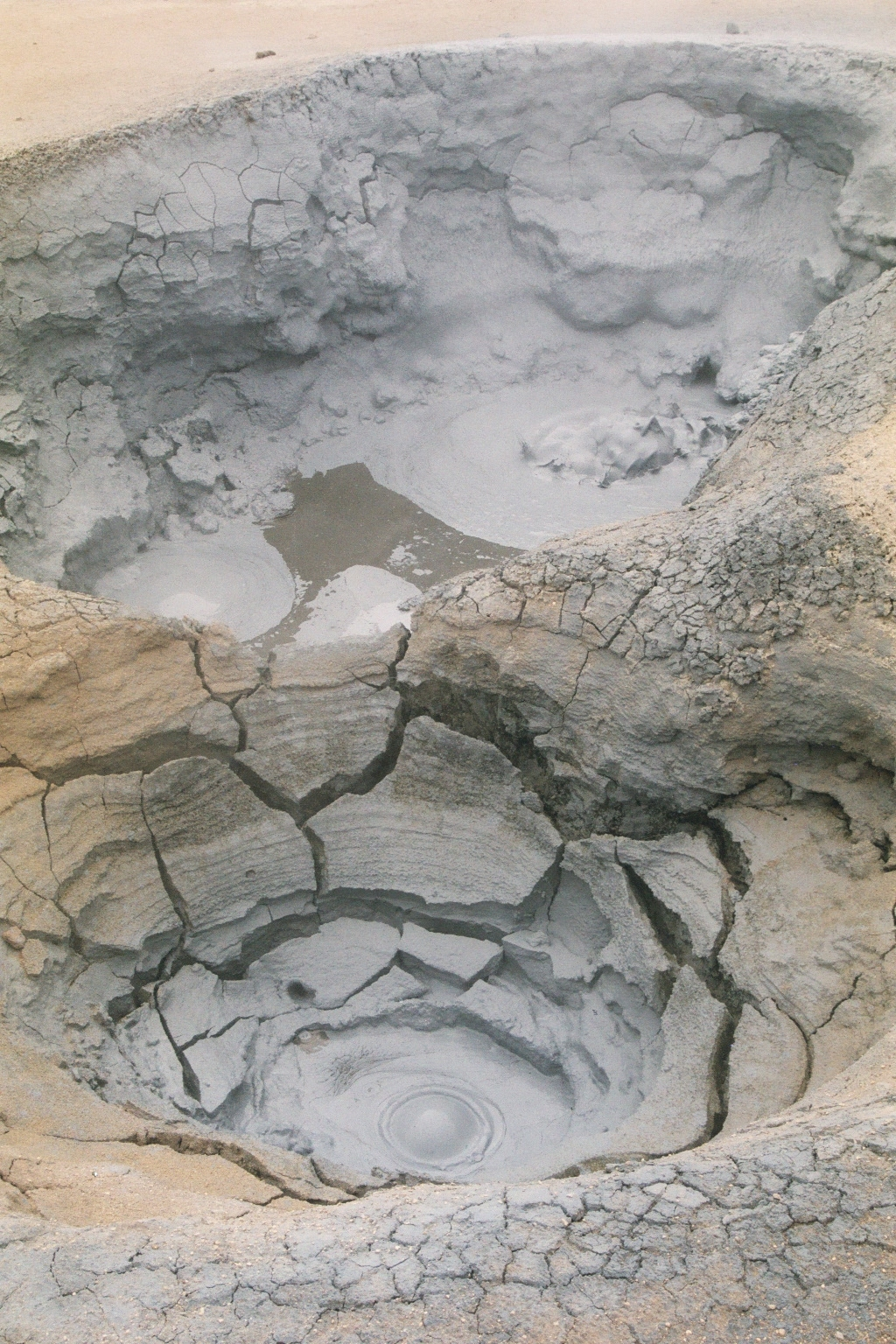
Une marmite de boue en Islande

Les mares de boue sont en général de même nature que les sources chaudes ou que les fumerolles. Leur principale différence réside au fait que le jaillissement a pris source au sein d'une zone sédimentaire. Ces sédiments meubles, le plus souvent de l'argile grisâtre, sont en fait le résultat de la décomposition de matériaux volcaniques durs, tels des scories ou des lapillis, par l'acide sulfurique dégagé des solfatares et des fumerolles. Le plus souvent, des solfatares deviennent des mares de boue avec le temps, avant de se tarir ; lorsque cela arrive, des craquèlements ainsi que des dépôts de soufre caractéristiques sont visibles sur le pourtour de la source. 
Les remontées de bulles gazeuses caractéristiques sont de même composition que ceux émanant des fumerolles et des solfatares, majoritairement du soufre et ses dérivés, ainsi que de la vapeur d'eau et du gaz carbonique.

## Géographie
On en trouve dans presque toutes les zones géothermiques et volcaniques de la planète. La plupart du temps, les mares de boue peuvent être accompagnées de geysers, de sources chaudes et de fumerolles.
- Au parc de Yellowstone,
- En Islande,
- Dans le Kamtchatka en Russie,
- dans les geysers del Tatio au Chili,
- Dans les zones géothermiques de Java,
- Dans l'île de Sainte-Lucie,
- Au parc national de Lassen Volcanic,
- En Nouvelle-Zélande,
- À Furnas, aux Açores,
- Aux Champs Phlégréens en Italie (parfois des mares de boues argileuses apparaissent dans des trous soufrés créés par des solfatares),
- Dans le cratère du volcan Mahawu, sur l'île de Sulawesi, en Indonésie,
- Sur le mont Makiling dans la province de Laguna de l'île Luçon aux Philippines,
- En Alaska (par exemple, près du mont Katmai),
- Dans la zone volcanique de Papouasie-Nouvelle-Guinée,
- Près de plusieurs volcans de la vallée du Grand Rift, dans l'Est africain,
- Dans les environs du massif du Tibesti, au Sahara
- Au parc national Rincón de la Vieja, au Costa Rica,
- À Sol de Mañana, dans l'Altiplano au sud de la Bolivie
- Mexique, Nicaragua, Argentine.

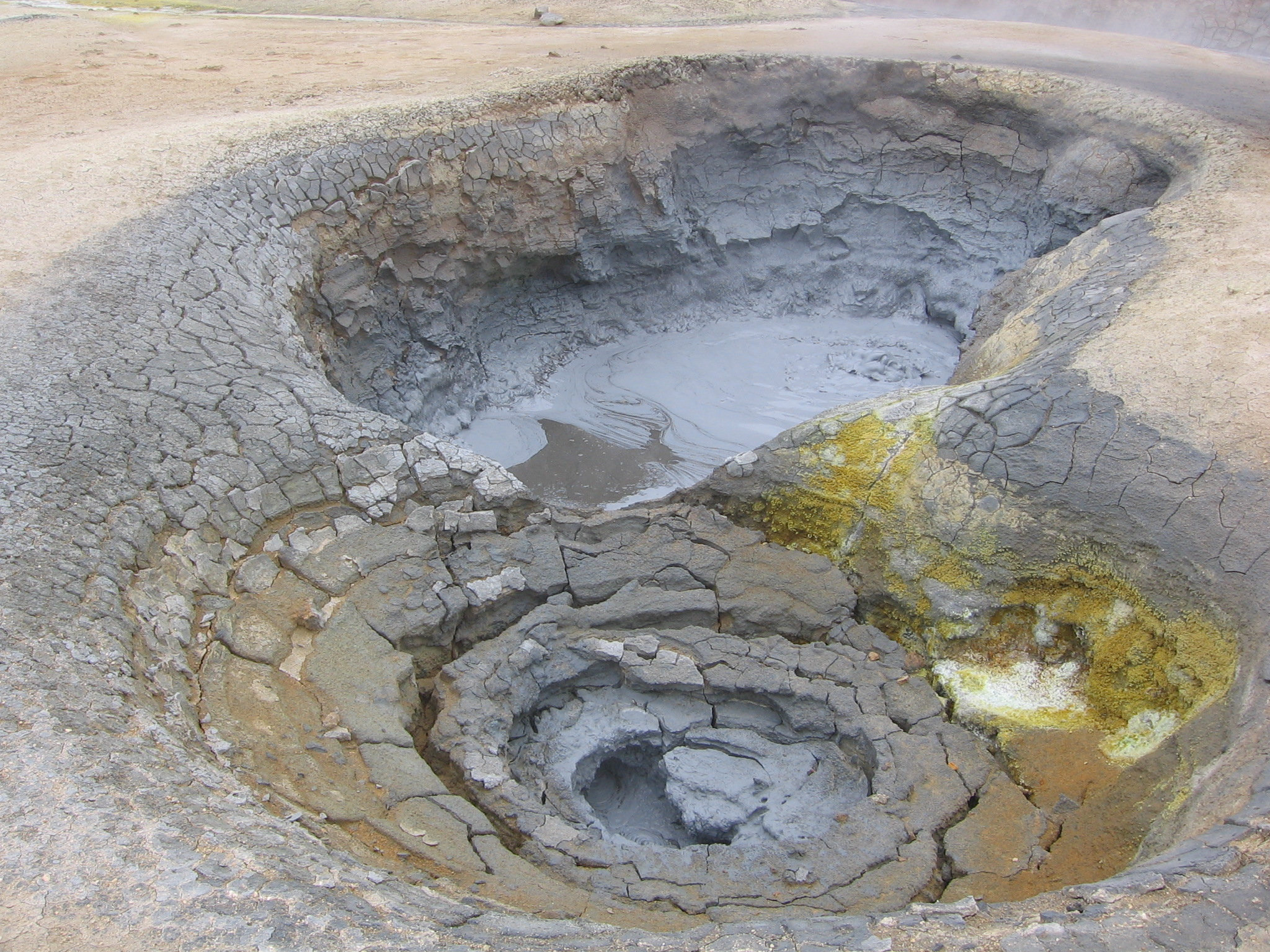
Une mare de boue à Krafla Islande. Notez qu'il s'agit probablement de la même que celle montrée plus en haut, mais prise plus tard, la cavité du bas est d'ailleurs presque tarie et des dépôts de soufre sont clairement visibles autour de la source de jaillissement.
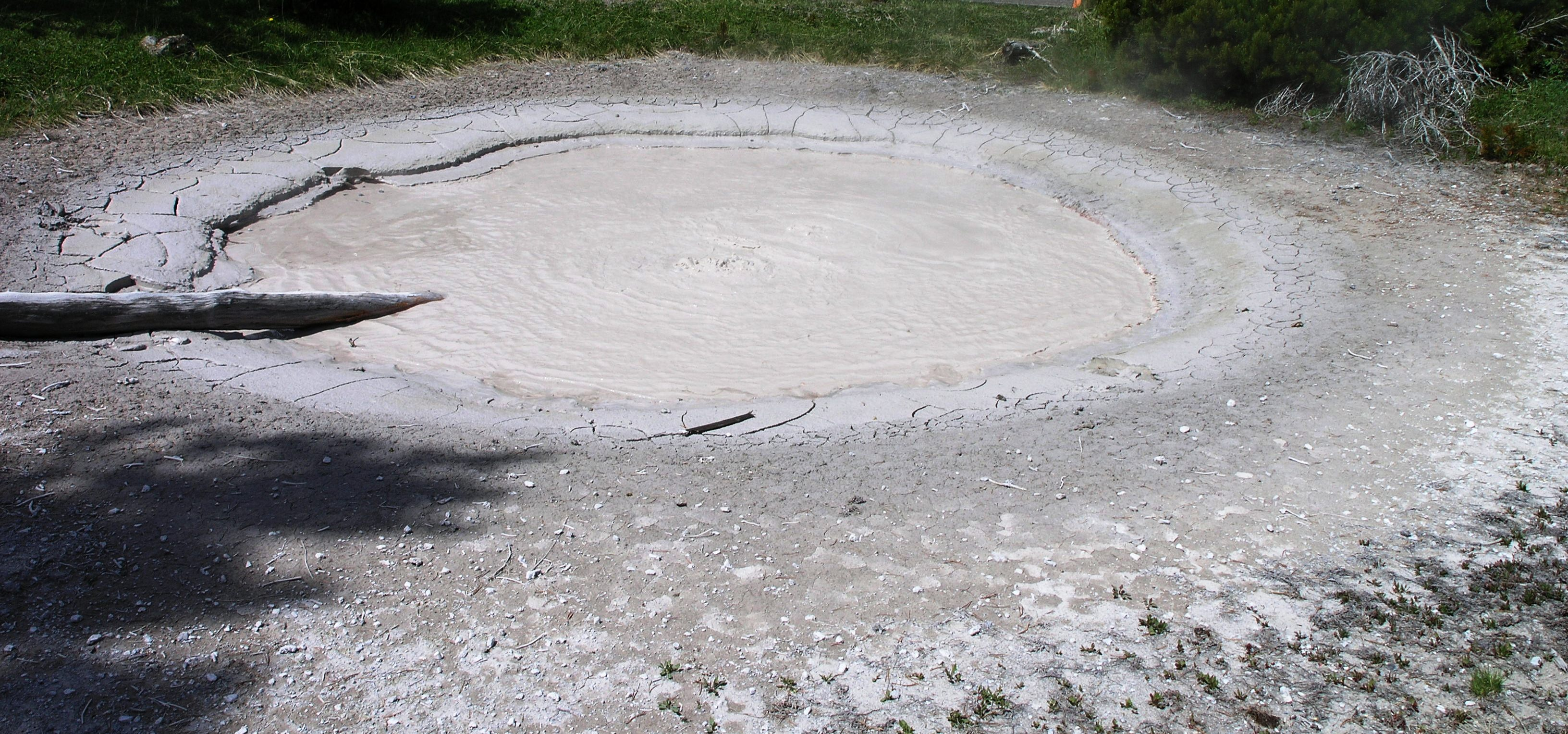
Mare de boue au Yellowstone
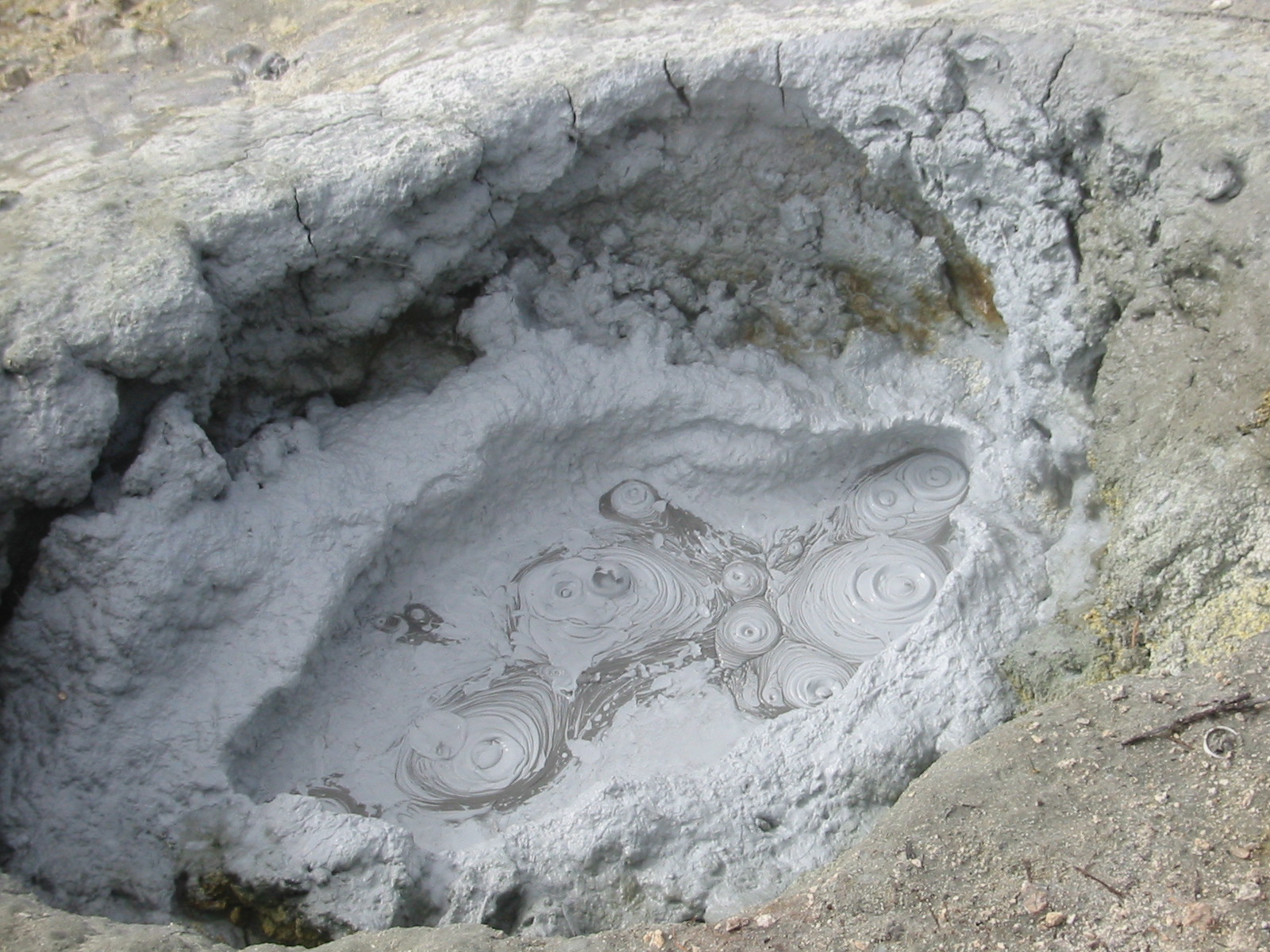
Mare de boue au Parc national de Lassen Volcanic
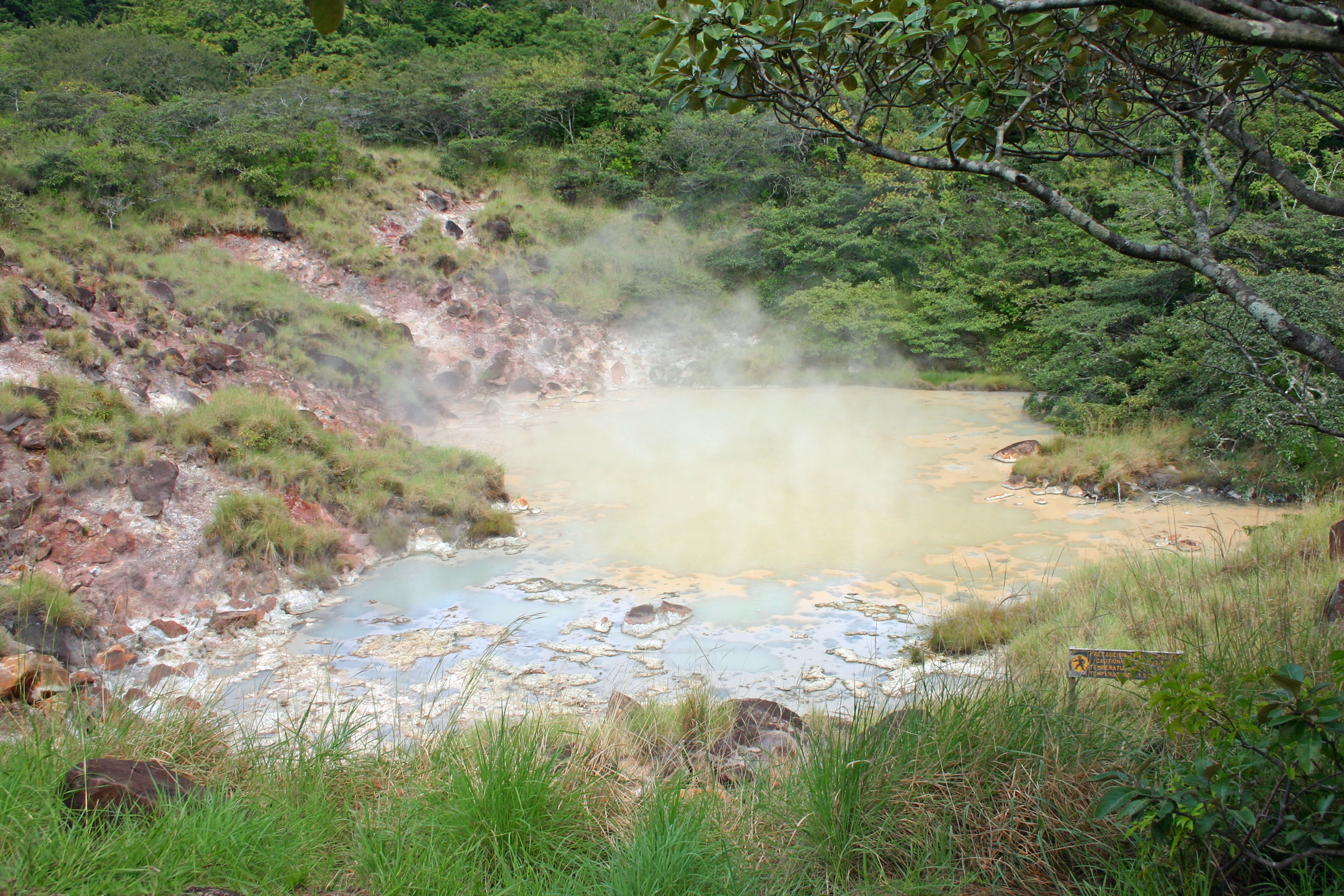
Mare de boue au parc national Rincón de la Vieja.